# Stanisław Niebudek
Stanisław Niebudek (ur. 31 lipca 1952 w Kielcach) – polski pięściarz, medalista mistrzostw kraju.
W 1970 roku w Lublinie został mistrzem Polski juniorów w kategorii 48 kg, pokonując w finałowej walce Leszka Borkowskiego z Gwardii Łódź. Rok później wygrał Turniej Václava Procházka w czeskiej Ostrawie, zwyciężając Węgra Ferenca Kozmę. W kwietniu 1972 zdobył w Krakowie swój pierwszy medal mistrzostw kraju – dotarł do finału, w którym przegrał z Romanem Rożkiem. W tym samym roku reprezentował Polskę na mistrzostwach Europy juniorów w Bukareszcie. W pierwszej walce pokonał Wolfganga Liebinga, natomiast w ćwierćfinale przegrał z Władysławem Zasypko.
Kolejne dwa medale mistrzostw Polski wywalczył w 1974 i 1975 roku. W obu turniejach przegrał w półfinałach z Henrykiem Średnickim przez techniczne nokauty. W grudniu 1977 roku wziął udział w międzynarodowym turnieju Czarne Diamenty, który odbył się w Bytomiu. W finale został pokonany przez Stanisława Syjuda.
Był wychowankiem i zawodnikiem Błękitnych Kielce. Reprezentował również barwy Gwardii Warszawa.